# Frédéric Chassot
Pour les articles homonymes, voir Chassot.
Frédéric Chassot, est un joueur, puis un entraîneur de football suisse né à Montagny-la-Ville le 31 mars 1969. 

## Clubs successifs
| Saison      | Club            | Pays   | Ligue | Matchs /Buts | Coupe d'Europe |
| ----------- | --------------- | ------ | ----- | ------------ | -------------- |
| 1987 - 1988 | Neuchâtel Xamax | Suisse | LNA   | /            | -              |
| 1988 - 1989 | Neuchâtel Xamax | Suisse | LNA   | /            | -              |
| 1989 - 1990 | Neuchâtel Xamax | Suisse | LNA   | /            | -              |
| 1990 - 1991 | Neuchâtel Xamax | Suisse | LNA   | /            | -              |
| 1991 - 1992 | Neuchâtel Xamax | Suisse | LNA   | /            | -              |
| 1992 - 1993 | Neuchâtel Xamax | Suisse | LNA   | /            | -              |
| 1993 - 1994 | Neuchâtel Xamax | Suisse | LNA   | /            | -              |
| 1994 - 1995 | Neuchâtel Xamax | Suisse | LNA   | /            | -              |
| 1995 - 1996 | FC Sion         | Suisse | LNA   | /            | -              |
| 1996 - 1997 | FC Sion         | Suisse | LNA   | /            | -              |
| 1997 - 1998 | FC Sion         | Suisse | LNA   | /            | -              |
| 1998 - 1999 | FC Zurich       | Suisse | LNA   | /            | -              |
| 1999 - 2000 | FC Zurich       | Suisse | LNA   | /            | -              |
| 2000 - 2001 | FC Zurich       | Suisse | LNA   | /            | -              |
| 2001 - 2002 | FC Zurich       | Suisse | LNA   | /            | -              |
| 2002 - 2003 | FC Aarau        | Suisse | LNA   | /            | -              |
| 2003 - 2004 | SC YF Juventus  | Suisse | ChL   | /            | -              |
| 2004 - 2005 | FC Sion         | Suisse | ChL   | /            | -              |

## Parcours d'entraîneur
- 2014-sep. 2014 :  FC Sion
- 2016-nov. 2016 :  FC Fribourg